# Redman (raper)
Redman, właściwie Reginald Noble (ur. 17 kwietnia 1970 w Newark w stanie New Jersey) – amerykański raper.

## Życiorys
Redman kształcił się w Montclair State College, gdzie także dorabiał sprzedając narkotyki (głównie marihuanę i crack). Po kilku latach nauki, zrezygnował ze sprzedawania narkotyków i postanowił zostać raperem.
Zadebiutował na scenie muzycznej współtworząc z formacją EPMD album Business as Usual. Jego kolejny album Whut? Thee Album, wydany w 1992, przyniósł mu jeszcze większy rozgłos w świecie muzyki – zdobył miano złotej płyty. Niedługo później (w 1993) Redman został okrzyknięty raperem roku przez magazyn The Source.
Współpraca Redmana z wieloma raperami z USA zaowocowała wydaniem kolejnych płyt, m.in.: El Niño i Blackout!.
W 2001 Redman zagrał jedną z głównych ról w komedii Superzioło (How High), gdzie towarzyszył mu inny amerykański raper – Method Man. W latach 2004–2005 artyści stworzyli też kilka odcinków sitcomu Method & Red, który jednak zawiódł oczekiwania. Redman popularność w tym czasie zyskał także gościnnym udziałem w nagrywaniu singla Christiny Aguilery „Dirrty” (2002).
Ostatni solowy album artysty nosi nazwę Red Gone Wild i ukazał się w 2007, po 6 latach od wydania poprzedniego. W 2009 ukazał się drugi album duetu Method Man & Redman zatytułowany Blackout! 2.

## Dyskografia
Studyjne
- Whut? Thee Album (1992)
- Dare Iz a Darkside (1994)
- Muddy Waters (1996)
- Doc’s da Name 2000 (1998)
- Malpractice (2001)
- Red Gone Wild: Thee Album (2007)
- Reggie (2010)
- Mudface (2015)
- Muddy Waters Too (2024)

Kolaboracyjne
- El Niño (z Def Squad) (1998)
- Blackout! (z Method Manem) (1999)
- Blackout! 2 (z Method Manem) (2009)